# Natália Kelly
Natália Kelly (Hartford, 18 dicembre 1994) è una cantante statunitense naturalizzata austriaca.

## Biografia
Natália Kelly è nata in Connecticut, negli Stati Uniti, da padre statunitense e madre brasiliana.
Nel 2000 si trasferisce con la famiglia in Austria e nel 2004 partecipa al Kiddy Contest arrivando seconda. Tra il 2005 e il 2007 fa parte del gruppo Gimmie 5 con l'etichetta Universal Music.
Nel 2011 Kelly partecipa alla versione austriaca del talent show The Voice, vincendola.
Il 15 febbraio del 2013 è stata scelta per rappresentare l'Austria all'Eurovision Song Contest 2013 con la canzone Shine. Ha cantato nella prima semifinale, tenutasi il 14 maggio, venendo eliminata.

## Discografia

### Album
- 2013 - Natália Kelly

### Singoli
- 2013 - Shine
- 2013 - Face the Day